# 東ティモール

東ティモール民主共和国
República Democrática de Timor-Leste （ポルトガル語）

Repúblika Demokrátika Timór-Leste （テトゥン語）

国の標語：Unidade, Acção, Progresso
（ポルトガル語: 統一、行動、前進）
国歌：Pátria（ポルトガル語）
祖国

註1: かつては.TP

東ティモール民主共和国（ひがしティモールみんしゅきょうわこく、ポルトガル語: República Democrática de Timor-Leste）、通称東ティモールは、アジア（東南アジア）地域に位置する共和制国家。首都はディリ。
島国であり、小スンダ列島にあるティモール島の東半分とアタウロ島、ジャコ島、飛地オエクシで構成されている。南方には、ティモール海を挟んでオーストラリアがあり、それ以外はインドネシア領東ヌサ・トゥンガラ州（西ティモールを含む）である。
1999年8月30日に国連の主導で独立についての住民投票を実施。インドネシアの占領から2002年5月20日に独立した（国際法上はポルトガルから独立）。21世紀最初の独立国である。ポルトガル語諸国共同体加盟国。

## 国名
正式名称は Republika Demokratika Timor Lorosa'e（テトゥン語: レプブリカ・デモクラティカ・ティモール・ロロサエ）、República Democrática de Timor-Leste（ポルトガル語:レプーブリカ・デモクラーティカ・ド・ティモール・レステ）。略称は、Timor Lorosa'e（テトゥン語）、Timor-Leste （ポルトガル語）。
公式の英語表記は Democratic Republic of Timor-Leste、略称は Timor-Leste。意訳したEast Timorでも通じるが、東ティモールの常任使節団は2003年8月8日付の書簡ですべての言語の表記を「Timor-Leste」に変更するよう国際連合へ要請している。東ティモール政府の英語版公式サイトの「歴史」の項目は、独立以前の記述では「East Timor」表記が散見されるが、独立後の国家を指す場合は「Timor-Leste」に統一されている。
日本語の表記は東ティモール民主共和国。通称東ティモール。ティモールの部分は、チモールとも表記される（近年では「ティモール」の表記が一般的である）。
国名は「ティモール島の東部」を意味するが、ティモールの由来はマレー語・インドネシア語で「東」を意味する「ティムール（timur）」であり、語源的には「東（の地域）の東（半分）」という意味合いになる（西半分が「西ティモール」である。）。テトゥン語の「ロロ」は「太陽」、「サエ」は「出る」、「ロロサエ」は「日の出」またはその方角（「東」）を意味する。ポルトガル語の「レスチ」（英語読みは「レステ」）も「東」を意味する。

## 歴史

### 成立
ポルトガルの植民地になるはるか昔、紀元前2000年ごろにパプア系語族が島の東部へ移住していき、そこから大きく時代が下り紀元10世紀ごろ、オーストロネシア語族が流入してきたと伝えられている。さらに紀元前3000年ごろと同2000年ごろの 2度にわたって、インド=マレー系エスニックグループが移住してきたとの説もある。

### ポルトガル植民地

ポルトガル領ティモールの国章

ティモール島は16世紀にポルトガルによって植民地化された。その後オランダが進出し、一時はポルトガルがこれを撃退したが、1859年に西ティモールとソロール島をオランダに割譲したことで、ティモール島は東西に分割された（リスボン条約）。この境界については1893年にポルトガルとオランダ間で細部の改正が行われ、1904年にポルトガル=オランダ条約（1908年批准）で直線的に分断し、1913年（または1914年）に基本合意し、1916年に確定した。
1911年から翌年にかけて、収奪の厳しさに耐えかねてリウライ（マヌファヒ小国王）のドン・ドンボアベントゥラが反乱を起こした。戦死者3,424人、負傷者1万2,567人を出した。さらに、1959年にピケケ県知事誘拐・蜂起事件が亡命インドネシア人と東ティモール人らによって引き起こされた。150人の死者が出たとの説もある。
ポルトガルが中立を守った第二次世界大戦時には、当初は1941年にオランダ軍とオーストラリア軍が保護占領し、ティモール島の戦いのあとオランダ領東インド地域と合わせて1942年に日本軍が占領したが、1945年の日本の敗戦によりオーストラリア軍の進駐を経てポルトガル総督府の支配が復活し、1949年にインドネシアの一部として西ティモールの独立が確定したあともポルトガルによる支配が継続した。これに対し、人口の中で圧倒的多数を占める地元住民は独立志向を強めたが、アントニオ・サラザール首相などの「エスタド・ノヴォ体制」により抑圧された。
1974年にポルトガルで左派を中心としたカーネーション革命が起こり、植民地の維持を強く主張した従来の保守独裁体制が崩壊すると、東ティモールでも政治活動が自由化される。まずポルトガルとの関係維持を掲げるティモール民主同盟（UDT）が発足し、続いて左派・反植民地主義のティモール社会民主協会（ASDT、9月に東ティモール独立革命戦線FRETILIN（フレティリン）と改称）が即時完全独立を要求、遅れてインドネシアとの統合を主張するティモール民主人民協会（APODETI、アポデティ）が立ちあげられ、主要3政党として旗揚げした。
東ティモールでは、1974年9月にUDTが独立支持へ方針転換し1975年初頭からフレティリンと共同戦線を張っていたが、相互不信や同盟指導部の人事問題で決裂していた。1975年8月11日、UDTはポルトガル総督府を相手にクーデターを行う。これに対してフレティリンは軍事部門「東ティモール民族解放軍」（Forças Armadas da Libertação Nacional de Timor-Leste、FALINTIL、ファリンティル）を組織し、撤退したポルトガル軍の武器を回収して武装化、UDT側と内戦を開始した。状況を制御できなくなったポルトガル側はディリを放棄し8月下旬にアタウロ島へ退避、10月初めにはポルトガル本国から派遣された軍艦で本国へと帰還した。
これらの動きは、東ティモールの領有権を主張し反共主義を国是とするインドネシアのスハルト政権にとっては容認できず、アポデティやUDT内の反共派など、反フレティリンの右派勢力を通じた介入を強化した。

### インドネシアによる占領

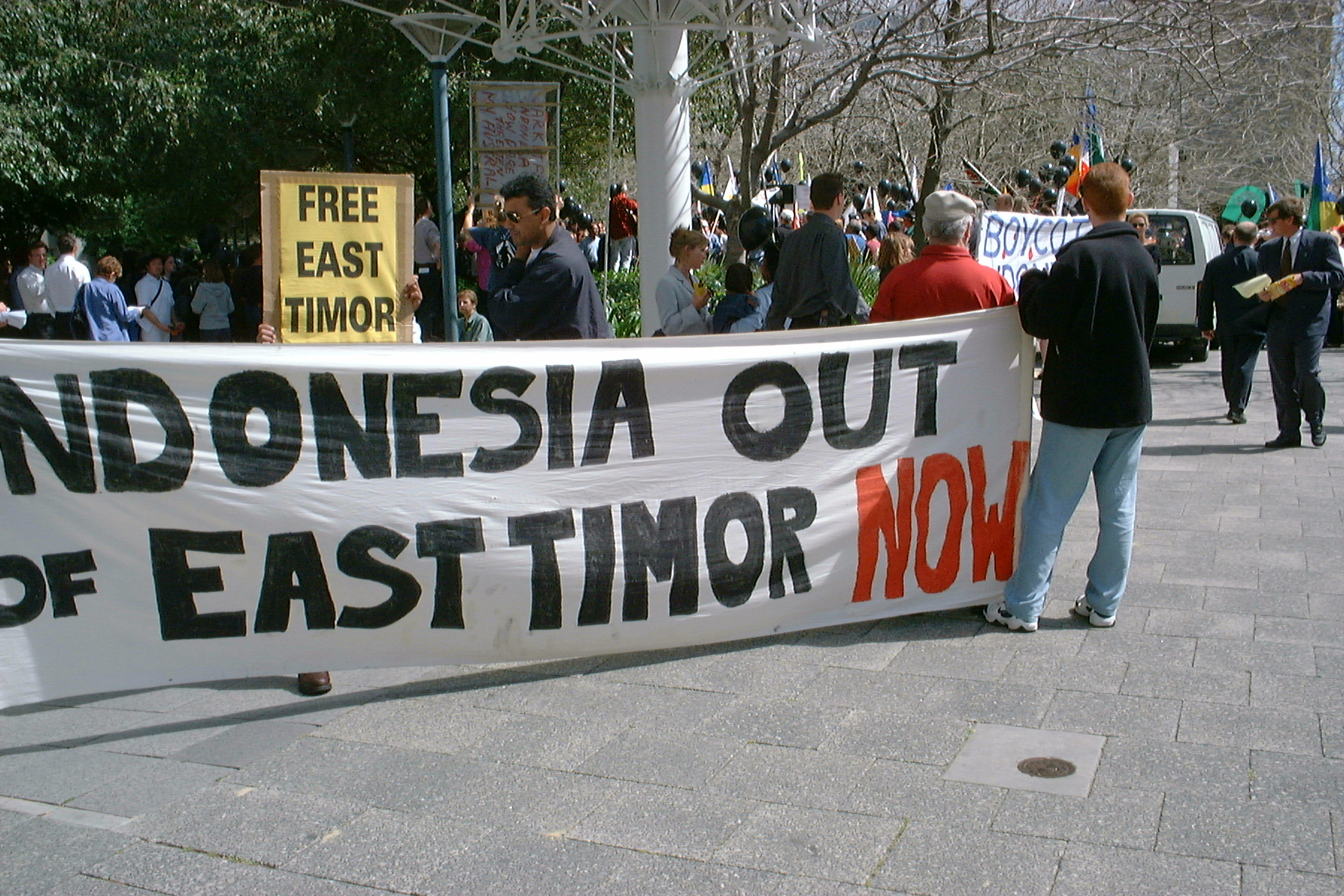
インドネシアからの独立デモ

1975年11月28日、右派勢力と連携したインドネシア軍特殊部隊が西ティモールから侵攻を開始する中、フレティリンが首都ディリで東ティモール民主共和国の独立宣言を行う。翌29日、インドネシア軍が東ティモール全土を制圧し、30日にはアポデティ指導層などからなる親インドネシア派が併合を承認する「バリボ宣言」を出した（国連はこれを認めず）。12月7日、インドネシアは東ティモールに対する全面侵攻「スロジャ作戦」を開始。12月12日には国連安全保障理事会がインドネシアの即時撤退を求める決議を可決した。1976年7月17日、インドネシアが27番目の州として併合宣言を行う。国連総会ではこの侵攻と占領を非難する決議が直ちに採択されたが、日・欧・米・豪などの主要国は反共の立場をとるインドネシアとの関係を重視し、併合を事実上黙認した。
インドネシアが併合した時点の状況は、主食のコメやトウモロコシの大半はインドネシア国内からの移入に頼っていた。インドネシア自体も米不足で輸入に頼っていた状況であり、1978年以降は西部のマリアナ一帯で灌漑事業が進められるなど食料自給体制の向上が進められた。また、文盲率が93%と高率であったため、インドネシア側から教師が派遣され、結果的に文化面の同一化も進んだ。
1977年にはインドネシア軍が包囲殲滅作戦を展開。スハルト政権は東ティモールの抵抗に対して激しい弾圧を加えたため、特に占領直後から1980年代までに多くの人々が殺戮や飢餓により命を落とした。インドネシア占領下で命を失った東ティモール人は20万人にのぼると言われている。1991年、平和的なデモ隊にインドネシア軍が無差別発砲し、400人近くを殺したサンタクルス事件は、住民の大量殺戮事件として世界的に知られることになった。また、官吏や教員などを派遣して徹底した「インドネシア化」も推進した。フレティリンの軍事部門であるファリンテルは民族抵抗革命評議会（CRRN）の主要メンバーとなり、シャナナ・グスマンが議長になったが、インドネシア政府はグスマンを逮捕し抵抗運動を抑え込んだ。1996年12月、ノーベル平和賞が現地カトリック教会のベロ司教および独立運動家のジョゼ・ラモス＝オルタに贈られた。
1998年にインドネシアでの民主化運動でスハルト政権が崩壊すると、後任のハビビ大統領は東ティモールに関し特別自治権の付与を問う住民投票を実施することで旧宗主国のポルトガルと同意した。

### 国連の暫定統治
1999年5月、インドネシア、ポルトガルと国連、東ティモールの住民投票実施の枠組みに関する合意文書に調印（ニューヨーク合意）。6月、国際連合東ティモール・ミッション（UNAMET）が派遣される。8月30日、独立に関する住民投票が行われた（投票率98.6%）。9月4日に発表された投票結果では、自治拒否78.5%で、特別自治権提案が拒否されたことで独立が事実上決定。9月7日、インドネシア治安当局は東ティモールに非常事態宣言を発令し、国軍5,500人を増兵しインドネシア併合維持派の武装勢力（民兵）を使って破壊と虐殺を行う。9月12日、インドネシアが国連平和維持軍の受け入れを容認し、オーストラリア軍を主力とする多国籍軍（東ティモール国際軍、INTERFET）が派遣された（東ティモール紛争）。その結果、暴力行為は収拾したが、多くの難民が西ティモールに逃れ、あるいは強制的に連れ去られたりした。10月には、国際連合東ティモール暫定行政機構（UNTAET）が設立、2002年の独立まで率いた。
独立後の平和構築活動
その後の制憲議会選挙ではフレティリンが圧勝し、大統領にはシャナナ・グスマン、首相にはマリ・アルカティリが選出され、2002年5月20日に独立式典を行った。独立後、国連は国際連合東ティモール支援団（UNMISET）を設立、独立後の国造りの支援を行った。この中で、日本の自衛隊も国連平和維持活動（PKO）として派遣され、国連と協力して活動を行った。2005年には、国連の平和構築ミッション、UNOTIL（国連東ティモール事務所）が設立された。

### 独立後の混乱
2006年4月、西部出身の軍人約600人が昇級や給料で東部出身者との間で差別があるとして待遇改善と差別の廃止を求め抗議し、ストライキを起こしたが、政府はストライキ参加者全員を解雇した。国軍内部の問題として、将兵の多くが旧ファリンティル構成員からなっており、政治的信頼性によって新しい国軍での階級に差がつけられたこと、および西部出身者は独立運動において相対的に消極的であり、一部はインドネシア国軍から移籍してきていたことなどが背景にあった。
これを不服とした参加者側が5月下旬に蜂起、国軍との間で戦闘が勃発した。ところが、鎮圧に赴いた警察や国軍の一部がスト参加者に同調して反旗を翻し、警察署を襲撃して死者が出たため、怯えた警察官が職務放棄。また若者を中心に暴徒化してディリは混乱した。治安維持が不可能となった政府は5月24日にオーストラリア・マレーシア・ニュージーランド・ポルトガルに治安維持軍の派遣を要請し、翌日には東ティモールへの利権を確保することを意図したオーストラリア軍が早速展開し、その後4か国による治安維持が行われた。
事件全体の背景として、東部住民と西部住民の軋轢や若者の失業率の高さが挙げられている。また、アルカティリ首相の独善的姿勢や国連の活動終了が早すぎた可能性も指摘されている。
オーストラリア軍は反乱軍を指揮する少佐と接触し、少佐の武装解除命令によって6月半ばに蜂起は終結したが、暴徒の方は反政府デモとなり、グスマン大統領の忠告によって、アルカティリ首相は辞任に追い込まれた。ディリは半ば戦場と化し、住民のほとんどは難民となって郊外へ脱出した。治安維持軍によって年内に暴動は鎮圧されたが、オーストラリア政府の支援による警察の再建など、治安の回復には時間がかかると思われる。
暴動を受け、同年8月には国際連合東ティモール統合ミッション（UN Integrated Mission in Timor-Leste:UNMIT）が設立。平和構築ミッションから、再び平和維持活動へと逆戻りした。
2007年1月13日、フランスとともに東南アジア友好協力条約（TAC）に加入した。この条約は東南アジア諸国連合（ASEAN）加盟と東アジアサミット参加への条件とされており、締結国間の主権尊重と内政不干渉、紛争の平和的解決を謳うものである。東ティモールは2007年内のASEAN加盟を目指していたが、国内事情の混乱もあって実現しなかった。その後、2011年にASEAN加盟を申請し、2024年時点でも実現には至っていない。
2007年8月8日、与党フレティリンが下野し、グスマン連立政権発足の前後より、フレティリンの熱狂的な支持者が暴徒化し、首都ディリなどで民家などへの放火や投石が多発している。また8月10日には、東部のバウカウ県で国連平和維持活動に携わる国連警察の車列が発砲を受け、車両1台が燃やされた。ビケケ県では子ども1人が暴動に巻き込まれ死亡、数日の間に100名以上の逮捕者が出た。バウカウ・ビケケ両県は、フレティリン支持者が多い。8月12日には、国連警察、東ティモール警察、多国籍治安部隊（おもに豪軍）、東ティモール国軍により暴動は沈静化した。
2008年2月11日、ラモス＝オルタ大統領やグスマン首相が2006年の国軍反乱以降に反政府勢力となったアルフレド・レイナド少佐指揮の武装集団に襲撃された。この際にレイナドは死亡し、ラモス＝オルタは重傷を負ったがオーストラリアの病院での治療により一命を取り留めた。ラモス＝オルタ大統領は4月17日に職務に復帰し、襲撃事件に伴う非常事態令も5月8日に解除された。国連によるUNMITは2009年も延長されたが、同年3月には国家警察への権限移譲が開始され、混乱は徐々に収束しつつある。
この一連の独立に至る記録が、2013年にユネスコ記憶遺産に登録された。

## 政治

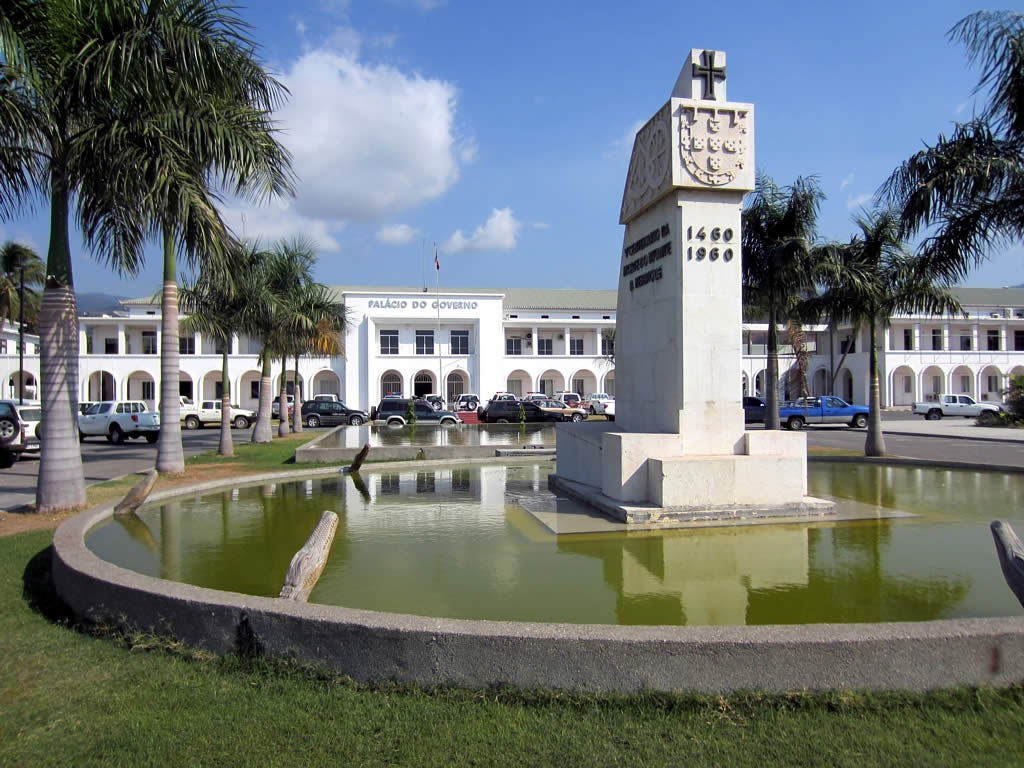
国会議事堂

国家元首の大統領は、主として象徴的な役割を果たすにすぎないが、立法に対する拒否権を持つ。国民の選挙によって選ばれ、任期は5年。行政府の長である首相は、議会での選出後、大統領が任命する。2023年現在、大統領は第5代で元首相のジョゼ・ラモス＝ホルタが、首相は第7代で元大統領のシャナナ・グスマンが務めている。
立法府は、一院制の国民議会で、定数は、52以上65以下の範囲で法律によって定められる。現在は65。
ただし、第1期のみは特例として88議席。議員は、国民の選挙によって選出され、任期は5年。2007年6月30日に行われた選挙では、東ティモール独立革命戦線（フレティリン）が21議席、東ティモール再建国民会議（CNRT）が18議席、ティモール社会民主連合と社会民主党の統一連合が11議席、民主党が8議席、ほかに3つの政党・統一連合が計7議席を獲得し、東ティモール再建国民会議を中心とする反フレティリン連立政権樹立が合意された。東ティモールの政党も参照のこと。
独立後のフレティリンは左派色を薄め、資本主義国との関係を重視している。独立直後の2002年7月にはポルトガル語諸国共同体に加盟している。また、インドネシアとの外交関係の安定も志向し、東南アジア諸国連合（ASEAN）へのオブザーバー資格獲得や正式加盟も模索しているが、独立戦争以来の諸問題の解決が多く残り、経済的な格差も大きいため、まだ正式な加盟交渉には至っていない。
2006年6月23日、シャナナ・グスマン大統領から辞任を求められていたアルカティリ首相が辞任を表明した。26日、アルカティリ首相は、グスマン大統領に正式に辞表を提出し受理された。首相が首都ディリ市内の公邸で辞任表明を読み上げると市民は歓迎し、騒乱の収拾・事態正常化への期待を高めた。7月8日、グスマン大統領は、前首相の後任にノーベル平和賞受賞者のジョゼ・ラモス＝オルタ前外相兼国防相を任命した。前首相の与党のフレティリンが推したダ・シルバ農相を第一副首相に、デ・アラウジョ保健相を第二副首相に起用する。
2006年7月14日、オルタ内閣の就任宣誓式が首都ディリで行われ、同内閣が正式に発足した。14閣僚のうち6人が新任で、残りの6人は前内閣からの再任である。国防相はオルタ首相自身が務める。オルタ首相の任期は翌年5月の総選挙まで。オルタ首相は施政方針演説で、アジアの最貧国である東ティモールの経済をインフラ建設などを通じ底上げし、復興を目指すと表明した。
2007年4月9日、東ティモール大統領選挙が行われた。これは2002年独立以後初めての国政選挙となった。登録有権者数は約52万人。独立運動指導者でノーベル平和賞受賞者のラモス・オルタ首相（シャナナ・グスマン大統領（当時）に支持されている）、旧与党・東ティモール独立革命戦線（フレティリン）のフランシスコ・グテレス（通称ル・オロ）国会議長、野党・民主党のフェルナンド・ラマサ党首ら8人が立候補したが、4月18日、選挙管理委員会は過半数を得た候補がいなかったとして、1位のグテレスと2位のオルタ両候補による決選投票を実施すると発表した。得票率はそれぞれ27.89%、21.81%で、投票率は81.79%だった。5月9日、決選投票が行われ、即日開票作業が行われた。そして、ラモス・オルタが制し、5月20日に第2代大統領に就任した。
2007年6月30日に行われた議会選挙では、グスマン党首率いる東ティモール再建国民会議（CNRT）が18議席を獲得し、議会第2党に躍進。東ティモール独立革命戦線はかろうじて第1党であったが、65議席中21議席と大幅に議席を減らした。これは前大統領シャナナ・グスマンがCNRTを結成して選挙に挑んだからにほかならない。ラモス・オルタ大統領は与野党による挙国一致内閣を目指したが、フレティリンのマリ・アルカティリ書記長はこれに異を唱えた。いったんはその考えを受け入れたが、CNRT率いる野党連合とフレティリンは、何週間も論争を繰り返したが合意には至らなかった。これにより、ラモス・オルタ大統領は、反フレティリン野党連合（37議席）による連立政権を組閣することを決断。8月6日にグスマン党首を首相に指名し組閣を指示、8月8日にグスマンは首相に就任した。これに対して、首相は第1党から出すと定めた東ティモールの憲法に違反するとして、アルカティリが法的手段で闘うと述べ、首相就任宣誓式出席をボイコット、フレティリンはラモス・オルタ大統領の決定を非難した。そのうえ、議長もフレティリンではなく、連立を組んだ民主党のアラウジョ党首が就任した。しかし、連立政権は反フレティリンで一致しているだけで、初代大統領として国の混乱を招いた責任は免れないというグスマンへの個人批判を述べるものもいるという側面もある。連立政権はCNRT、社会民主党、民主党など4党。副首相にグテレス。外相に社会民主党幹部のダコスタ。なお、グテレスはフレティリン反主流派。議会選挙では「フレティリン改革派」を組織し、CNRT支援に回った。
2012年7月7日の議会選挙ではCNRTが第1党となり、フレティリンは第2党に転落した。首相は引き続きシャナナ・グスマンが担うこととなった。一方、同年の大統領選挙では、元国軍司令官（そのさらに前はファリンティル司令官）のタウル・マタン・ルアクがCNRTの支持のもと無所属から出馬し、決選投票をへてフレティリンのフランシスコ・グテレスを退け当選、5月12日に就任した。現職のラモス・オルタは第1回投票で3位にとどまり、再選を逃した。
2015年1月、シャナナ・グスマンは首相を辞任すると発表、翌月になって正式に辞職した。首相職はルイ・マリア・デ・アラウジョが継いだ。なお、グスマンは3月に閣僚として政権へ復帰している。
2017年5月20日、大統領選挙が行われた。現職のタウル・マタン・ルアクは出馬せず、自ら新党人民解放党（PLP）を立ち上げていたため、続いて行われる議会選挙から首相を狙っていると噂された。選挙ではフレティリンに属するフランシスコ・グテレスが大差で大統領を勝ち取った。
一方、議会選挙ではシャナナ・グスマン率いるCNRTとマリ・アルカティリ率いるフレティリンがそれぞれ第1党、第2党となったが、議席差はわずか1であり、首相指名されたアルカティリは民主党と連立を組んで少数与党として出発した。しかし予算案を通すことができず、膠着状態が続いたため、グテレス大統領は議会の解散総選挙を宣言した。投票は2018年5月12日に行われ、CNRTやPLPによる政党連合「変化と進歩のための同盟（AMP）」が第1勢力となった。PLPを率いるタウル・マタン・ルアクが首相に指名され、6月22日に正式にアルカティリを継いで首相へ就任した。

## 対外関係と軍事
独立して日が浅い小国であるため、隣国インドネシアをはじめとする東南アジア諸国、オーストラリアのほか、この地域に大きな影響力を持つ日本、中華人民共和国、アメリカ合衆国との良好な関係を築き、国家としての存立と発展を目指している。ASEAN加盟は2017年時点で実現していないが、アラウジョ首相は「我々は準備ができている」「ポルトガル語諸国共同体の議長国として多くの国際会議を主催した」として、早期加盟を目指す方針を示している。 2022年11⽉のASEAN⾸脳会議にて、東ティモールのASEAN原則加盟が認められ、すべての会合にオブザーバーとして出席することとなった。2023年5⽉のASEAN⾸脳会議にて、東ティモールのASEAN 加盟のためのロードマップが採択された。現在、東ティモールは早期のASEAN正式加盟を⽬指して取組を続けている。
独立直後は日本からの政府開発援助（ODA）が大きな役割を果たしたが、近年は中華人民共和国が経済支援やインフラ整備で急速に存在感を増している。対中接近の背景には、経済を支えるティモール海の既存油田が数年内に枯渇するとの危機感がある。2016年には中華人民共和国海軍艦艇が初めて首都ディリに寄港した。オーストラリアとは後述のように、ティモール海の資源権益をめぐる紛争を抱える。
2001年に東ティモール国防軍を創設しており、陸軍（兵力1,250人）と海軍（兵力80人）を保有する。

## 地理と自然
東ティモールは環太平洋火山帯（環太平洋造山帯）の一部で小スンダ列島に属するティモール島の東部に位置しており、全土の約6割は山岳地帯となっている。最高峰は2,963メートルのタタマイラウ山（ラメラウ山）。高温多湿の熱帯性気候下だが、乾季と雨季の区別がある。動植物の固有種が多数存在し、北部海岸にはサンゴ礁が発達している。

## 地方行政区画

東ティモールの行政区画

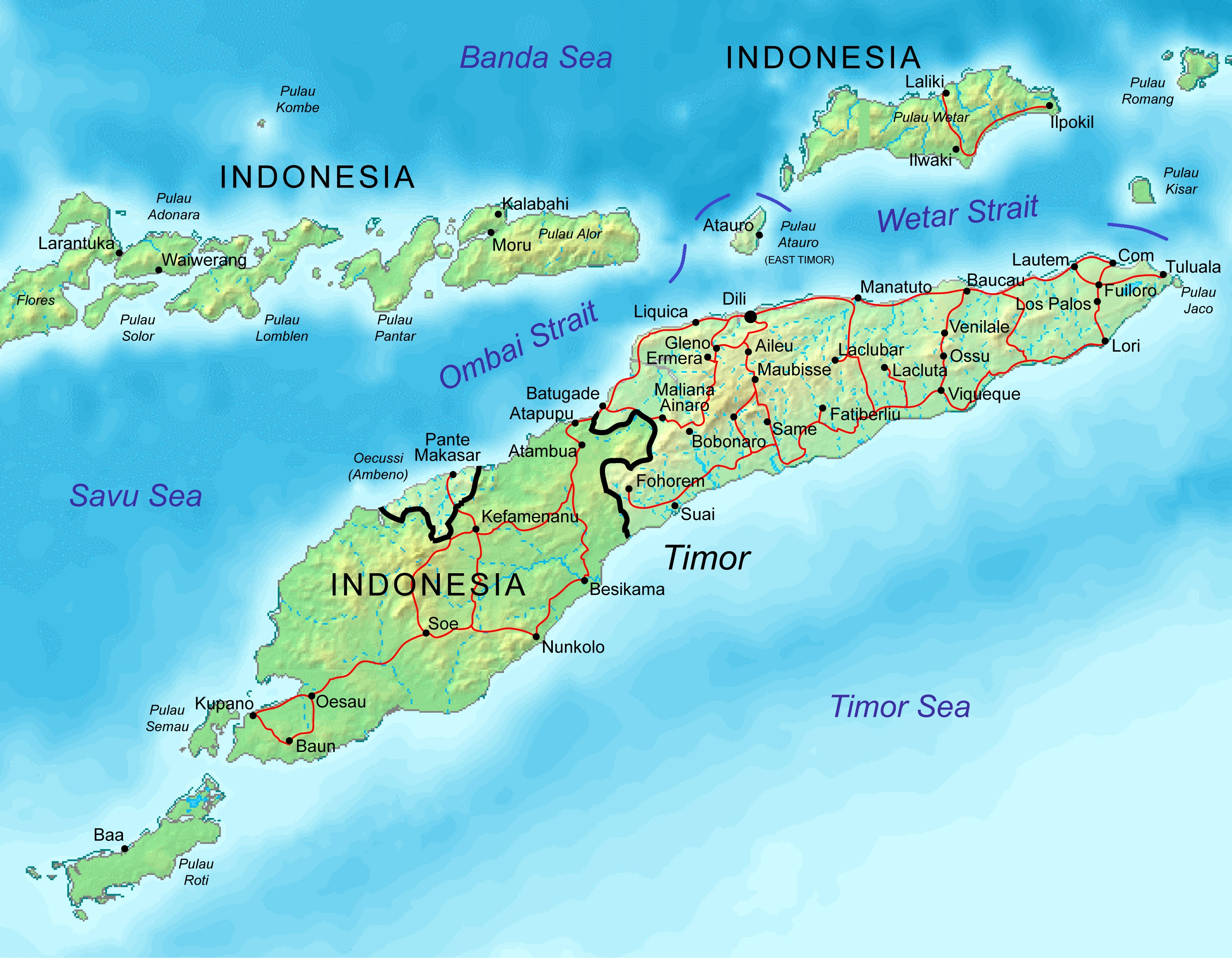
ティモール島の地図

13県と1特別行政区から成る。国土の北部沿岸を中心とするディリ地方、島の東端部のバウカウ地方、国土の中央部のサメ地方、インドネシアとの境界線付近のマリアナ地方、飛び地であるオエクシ地方に大きくグループ分けされる。
ディリ地方
ディリ県 - （ディリ）
マナトゥト県 - （マナトゥト）
リキシャ県 - （リキシャ）
アタウロ県 - （アタウロ島）：2022年創設
バウカウ地方
バウカウ県 - （バウカウ）
ヴィケケ県 - （ヴィケケ）
ラウテン県 - （ロスパロス）
サメ地方
アイナロ県 - （アイナロ）
アイレウ県 - （アイレウ）
マヌファヒ県 - （サメ）
マリアナ地方
エルメラ県 - （グレノ）
コバリマ県 - （スアイ）
ボボナロ県 - （マリアナ）
オエクシ地方
オエクシ＝アンベノ特別行政区 - （パンテ・マカッサル）：飛び地

## 経済

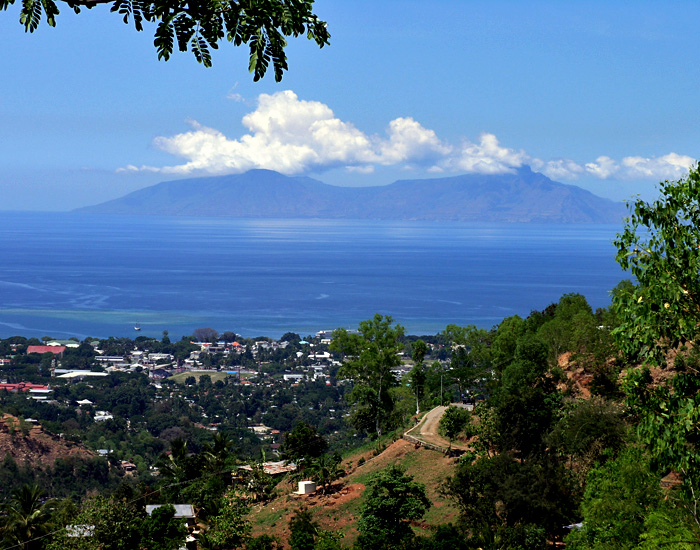
首都ディリ

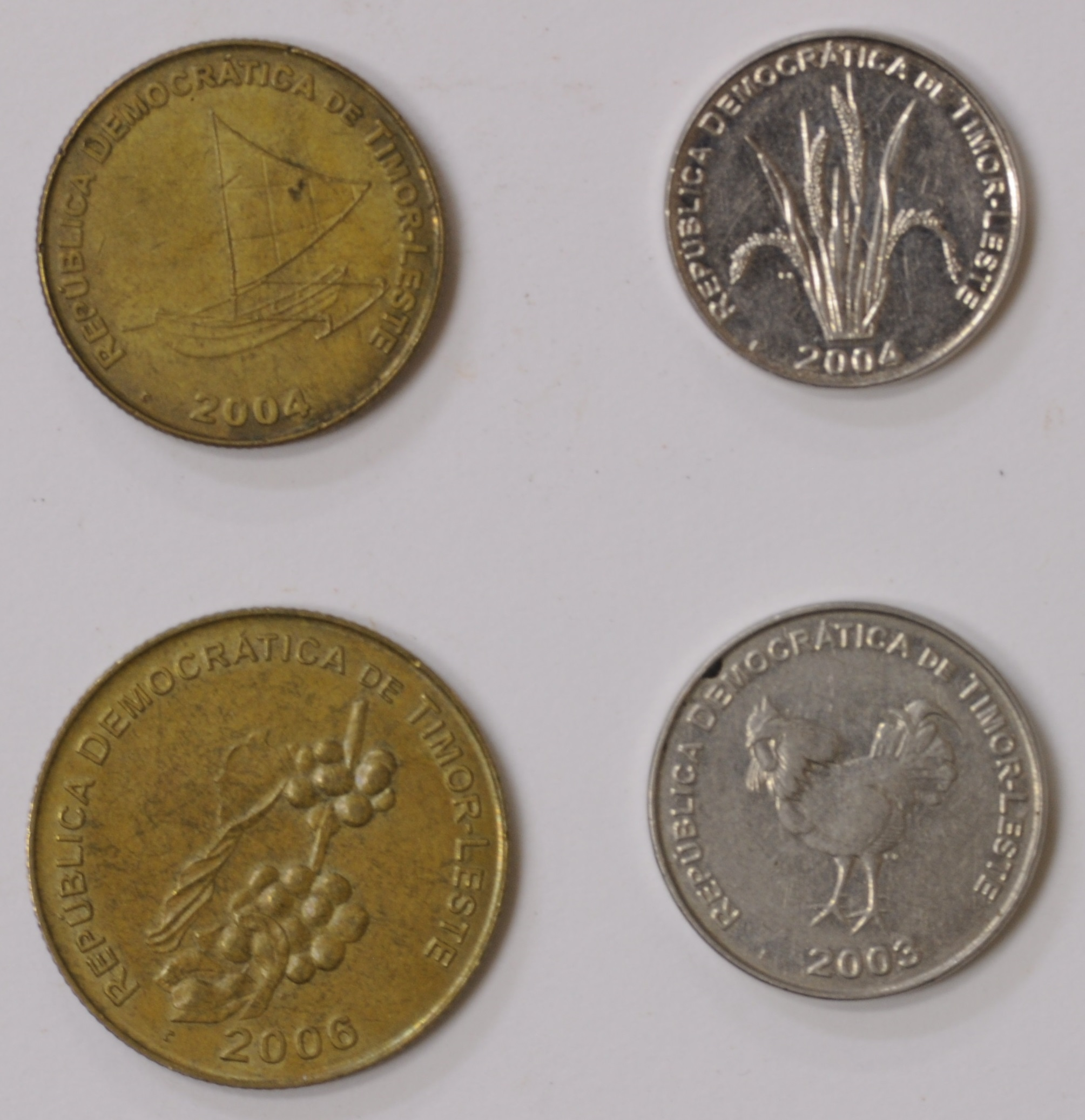
補助通貨のセンタボ

通貨に関してはアメリカドルによる通貨代替（ドラリゼーション）が行われているが、補助通貨としてセンタボという単位の硬貨が流通している。
IMFによると、2018年のGDPは31億ドル。1人あたりのGDPは2,435ドルである。 2011年にアジア開発銀行が公表した資料によると、1日2ドル未満で暮らす貧困層は77万人と推定されており、国民の過半数を占めている。国際連合による基準に基づき、後発開発途上国に分類されている。

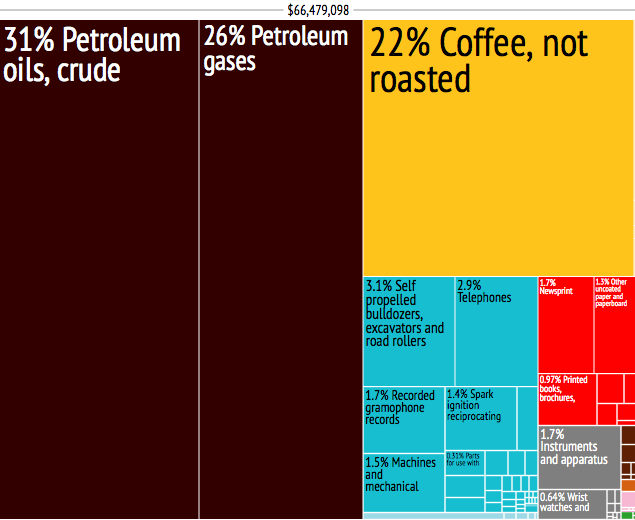
色と面積で示した東ティモールの輸出品目（2010年）

ポルトガル領時代は、アンゴラやモザンビークなどのほかの植民地同様、工業化がまったく進まず、自給自足的な農業に依存した貧困状態だった。インドネシアによる統治が始まると社会資本の整備が緩やかに進んだが、1999年の住民投票で独立支持派が勝利するとインドネシア併合維持派の民兵が首都ディリを破壊し、経済は壊滅状態に陥った。しかし、2006年の混乱後は経済成長が始まり、2007年から2011年にかけては平均12.1%にも達する高いGDP成長率を記録した。一方で、このGDPの伸びの大半は石油収入によるものであり、経済の多角化を図ることが目標とされている。
石油・天然ガスによる収入は2011年時点で実にGDPの8割に達しており、IMFは東ティモールの経済を「世界でもっとも石油収入に依存した経済」と評している。石油以外の主要産業は農業で、米やトウモロコシ、コーヒー豆などが生産されている。コーヒーはフェアトレード商品として人気がある。かつての独立闘争の影響が残り、米やトウモロコシの主食は近隣諸国からの輸入に依存している。

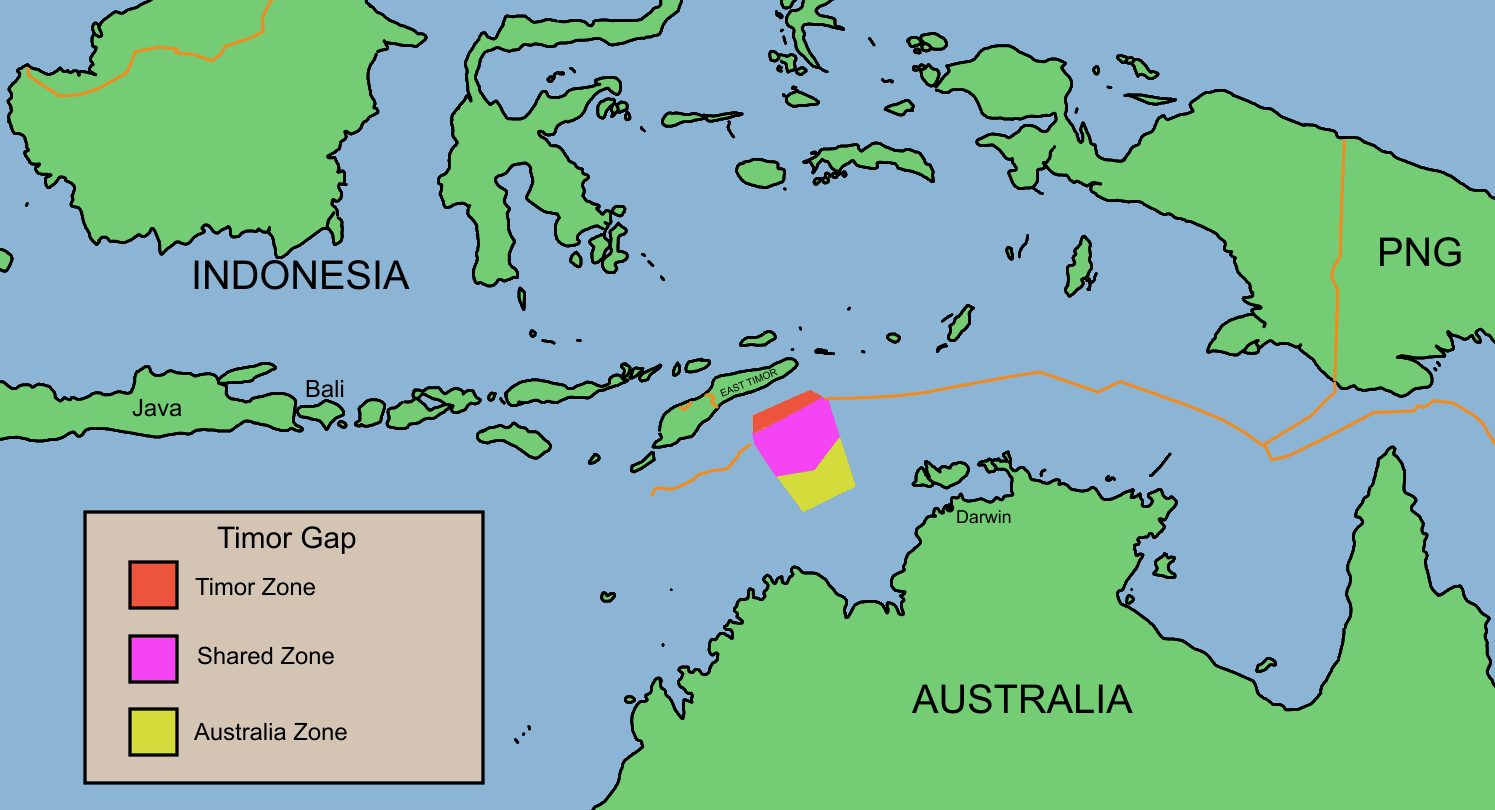
ティモール・ギャップ
赤色の海域が東ティモールの領域、黄色の海域がオーストラリアの領域、ピンク色の海域が共有領域である。

石油は南方のティモール海の海底油田より産出されている。隣国で、東ティモールへの影響力を獲得しようとしているオーストラリアとの境界線確定が課題だが、東ティモール側はインドネシア政府が結んだ境界線の見直しを求め、交渉は難航している。しかし、確定とは別に両国共同石油開発エリア (JPDA：Joint Petroleum Development Area) を定め (Timor Gap Treaty, Sunrise International Unitization Agreement, Timor Sea Treaty)、収入の90%を東ティモールに、10%をオーストラリアに渡すこととなった。2007年からは原油採掘に伴う税収やロイヤルティー収入が計上され (Treaty on Certain Maritime Arrangements in the Timor Sea)、その収入を集約するために東ティモール政府が設立した「石油基金」（2010年末時点で約69億ドル）を利用した国家予算が計上できるようになっている。最初の事業はグレーターサンライズ・ガス田開発である。
また、2009年3月にはグスマン首相が日本を訪問し、日本の麻生太郎首相との間で「日本と東ティモールとの間の共同プレスステートメント」を発表した。その中で日本は無償資金援助を東ティモールに対して行い、東ティモールの円滑なASEAN加盟を支援することを表明した。

## 交通
東ティモールでは、国の貧困問題や貧弱なインフラ、まばらな通信情報網のために、交通機関が減少の一途を辿っている問題点が挙げられる。
湾港はディリ港とティバー・ベイ港が代表となっている。

## 国民

### 民族
住民はメラネシア人が大部分である。その他華僑（客家）、印僑（インド系移民）、ハーフカスト（ポルトガル人とメラネシア人の混血）、ごく少数のカーボベルデなどアフリカ系の移民などが存在する。

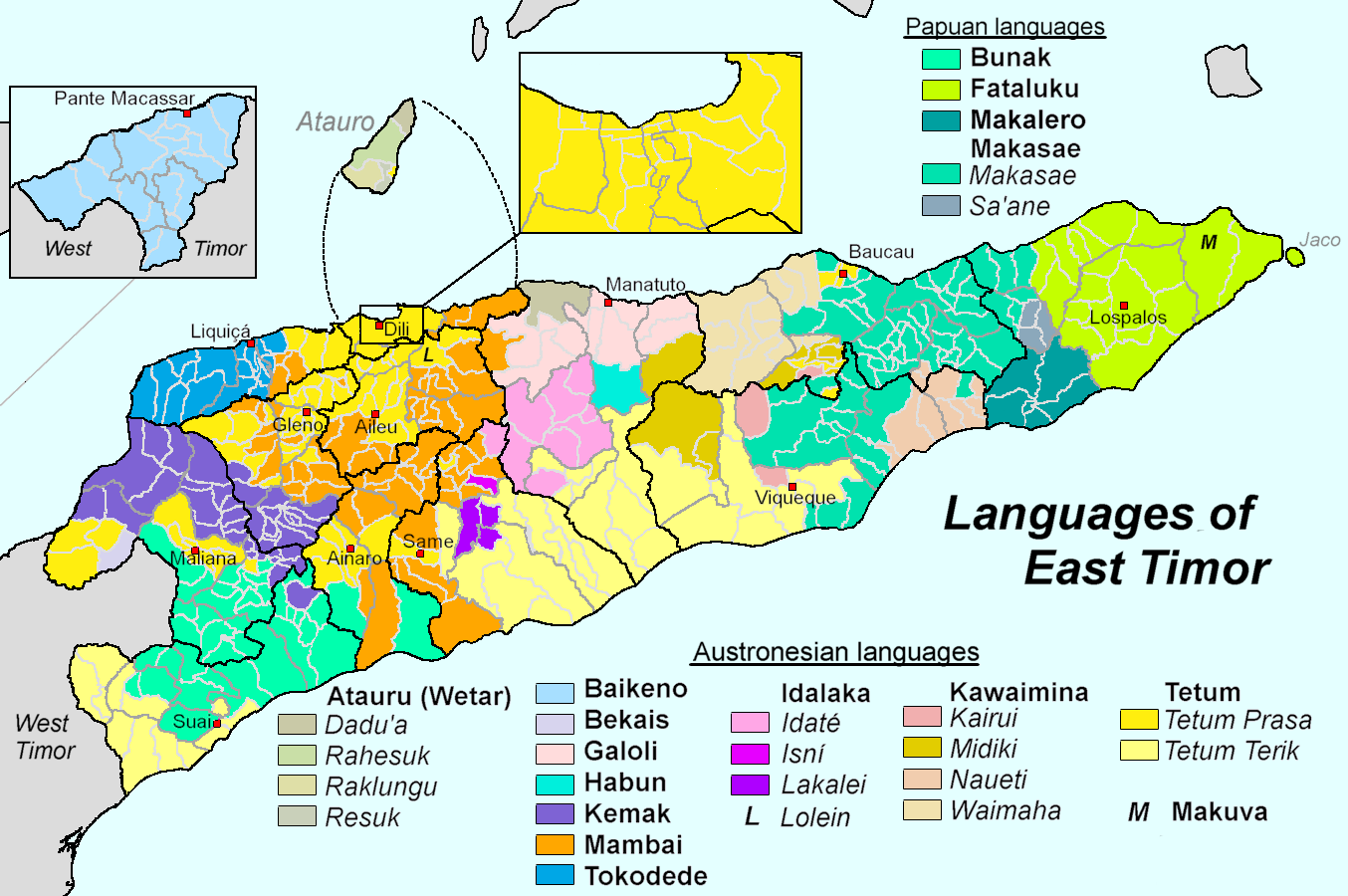
東ティモールの言語分布

### 言語
公用語は、テトゥン語及びポルトガル語。実用語に、インドネシア語及び英語。その他30以上の地方言語が使用されている。
現在は、マカサエ語やファタルク語などのパプア諸語（トランスニューギニア語族）とテトゥン語やマンバイ語などのオーストロネシア語族が中心に話されている。そのほか、インドネシア統治期に教育を受けた1960年代 - 1980年代半ばにかけて生まれた世代の国民を中心にインドネシア語が使われている。独立後は世代間で使用できる言語が異なっていることが問題となっている。東ティモールは独立時の2002年からポルトガル語諸国共同体（CPLP）に加盟している。

### 宗教

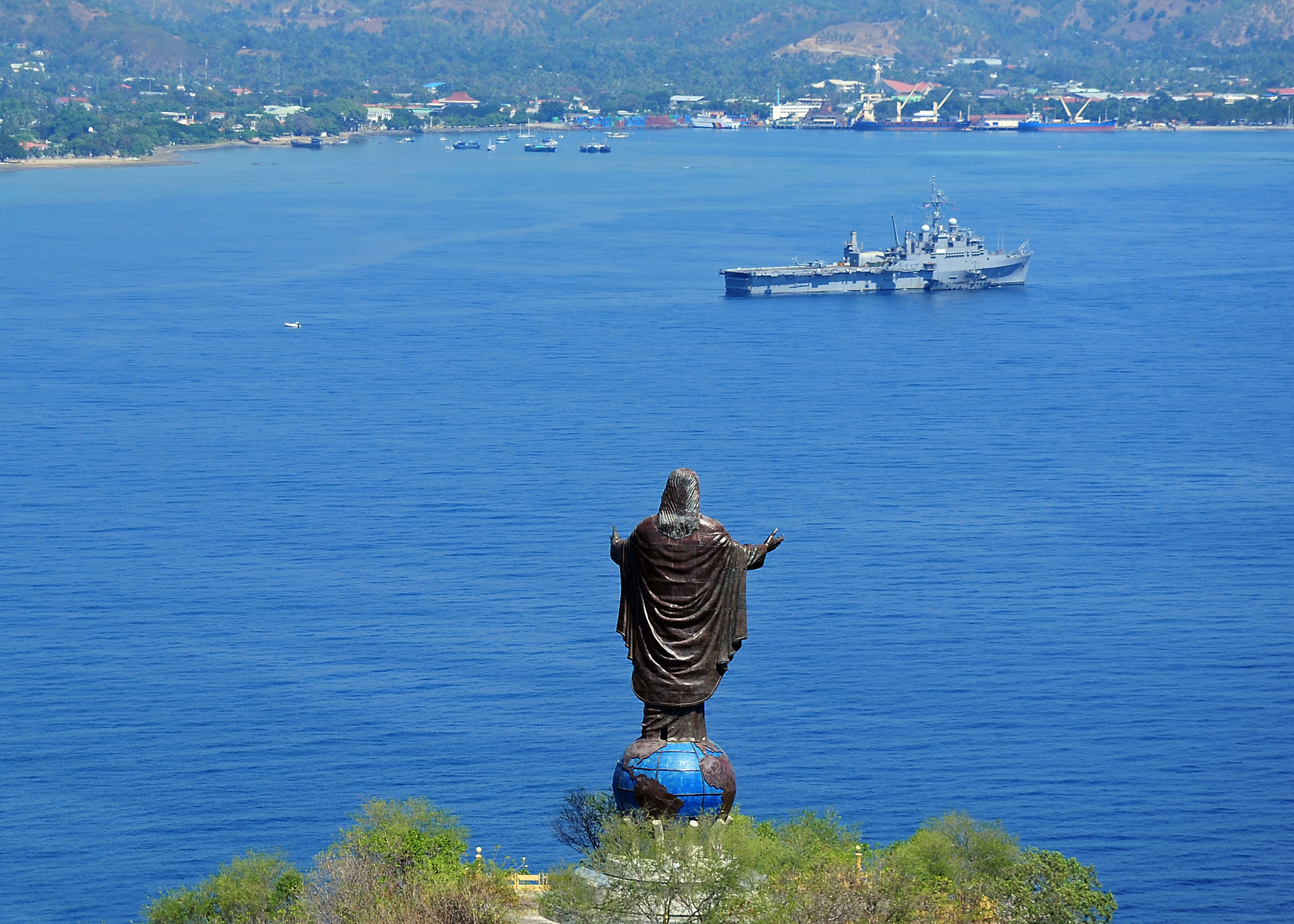
ディリ郊外ファツカマ岬のキリスト像

キリスト教の信徒が国民の99.1%を占めており、アジアではフィリピンと並びキリスト教信仰が盛んな国である。キリスト教徒の大半はローマ・カトリックに属し、それ以外はプロテスタント諸派に属している。キリスト教以外の宗教の信徒の構成比は、イスラム教が0.7%、その他ヒンドゥー教、仏教、アニミズムなどとなっている。インドネシア統治時代の1992年推計ではイスラム教徒が人口の4%を占めていたとされるが、独立によりインドネシア政府の公務員などが東ティモールから退去し、イスラム教徒の比率は大幅に低下した。一方、独立運動を精神面で支え続けたカトリック教会への信頼は高まった。

## 治安
東ティモールの治安は2020年12月4日時点において、荒立った動きなどが起きていないため比較的安定している方とされている。現在までのところ、国内における治安情勢が顕著に悪化した状況には至っていないものの、今後、政治情勢や感染症ウイルスの国内感染状況の変化に影響され、治安が不安定化するおそれがあると見られている。
また、格闘技集団（マーシャル・アーツ・グループ）による抗争が散発している他に、依然として殺人、暴行、強盗、空き巣などの犯罪が発生している点から、同国に滞在する場合は最新の治安情報を入手するなど十分な注意が必要とされている。

## 文化

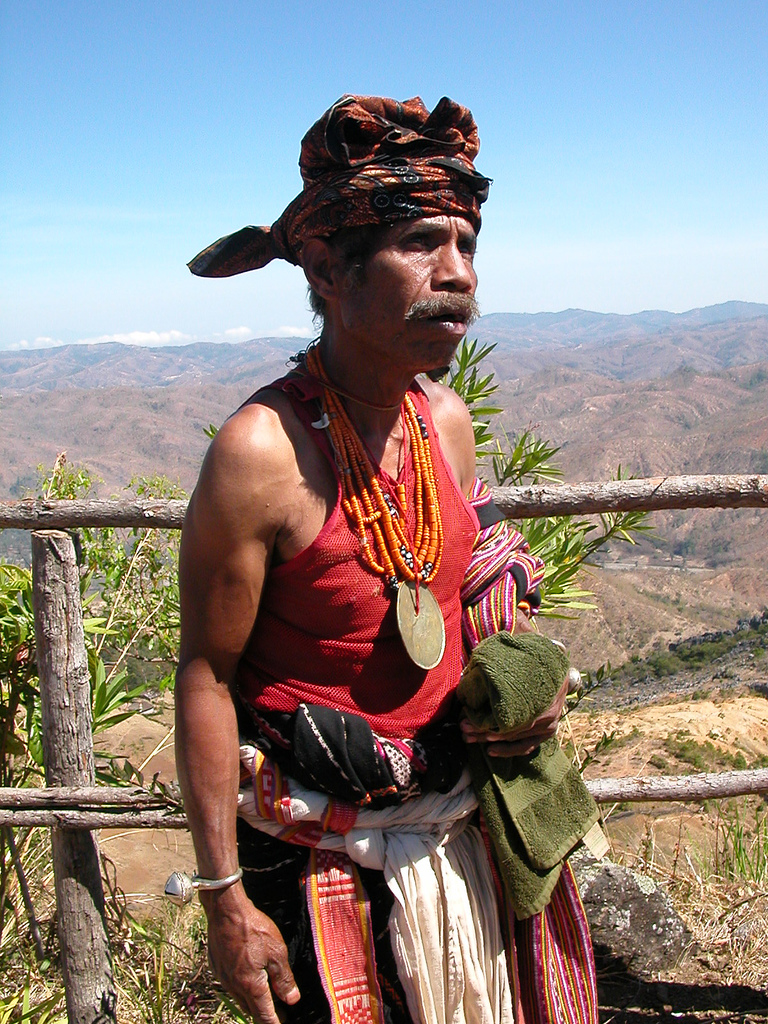
伝統的な衣装に身を包んだ東ティモールの男性

### 食文化

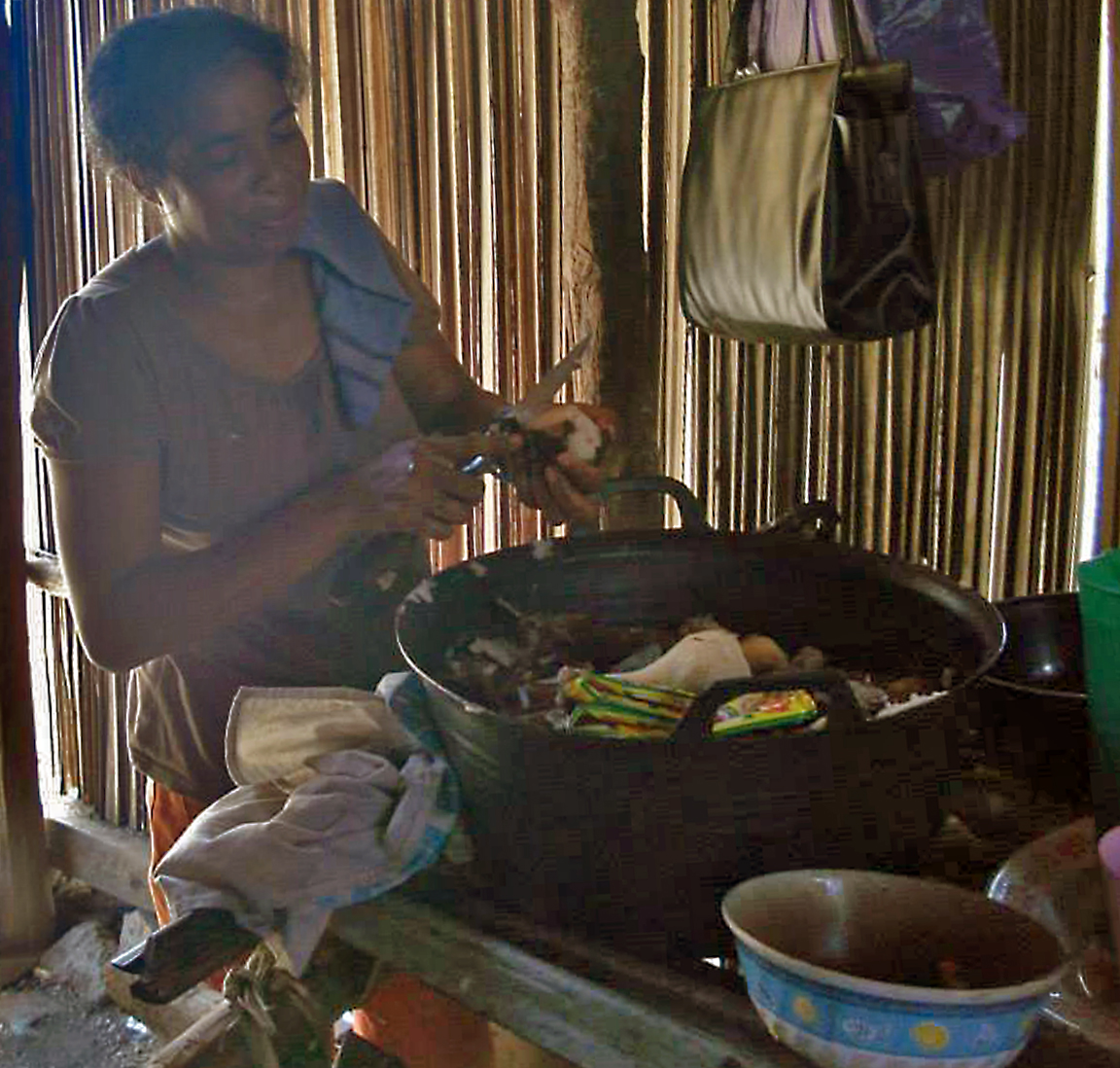
東ティモールにおける調理光景

東ティモールの料理は、豚肉や魚、トウモロコシ、根菜、トロピカルフルーツなどが食材に用いられていることが特徴となっている。
また、バジルなどの香草や、タマリンドなどのマメ科植物の果実が使われることもある。主食は米である。

### 文学
東ティモールの作家には、ルイス・カルドソ、フェルナンド・シルヴァン、ポンテ・ペドリーニャ、ホルヘ・バロス・ドゥアルテ、クリソディオ・アラウホ、ホルヘ・ローテン、フランシスコ・ボルジャ・ダ・コスタ、アフォンソ・ブサ・メタン、フィトゥン・フイクが代表される。

### 祝祭日
| 日付     | 日本語表記         | 現地語表記 | 備考                                                   |
| -------- | ------------------ | ---------- | ------------------------------------------------------ |
| 1月1日   | 元日               |            |                                                        |
| 3月〜4月 | 聖金曜日           |            | イースター前の金曜日                                   |
| 3月〜4月 | イースター         |            | 移動祝日                                               |
| 5月20日  | 独立記念日         |            | 2002年                                                 |
| 8月15日  | 聖母被昇天祭       |            |                                                        |
| 8月30日  | 住民投票記念日     |            | 1999年                                                 |
| 9月20日  | 解放記念日         |            | 1999年のINTERFET（国連平和維持活動隊）による解放を記念 |
| 11月1日  | 諸聖人の日         |            |                                                        |
| 11月12日 | サンタクルス記念日 |            | サンタクルス事件の日                                   |
| 12月8日  | 無原罪の御宿り     |            |                                                        |
| 12月25日 | クリスマス         |            |                                                        |

### スポーツ
サッカー
東ティモール国内では、ポルトガルやインドネシアの統治を受けた歴史的経緯などから、サッカーが圧倒的に1番人気のスポーツとなっている。国際サッカー連盟（FIFA）は東ティモール国内に1万5,500人のサッカー選手がおり、そのうち登録選手は500人であり10の国内クラブが存在するとしている。東ティモールサッカー連盟（FFTL）は2002年に設立され、2003年3月にはサッカー東ティモール代表にとって初の公式戦となる、AFCアジアカップの2004年大会・予選が実施された。最初の試合は2003年3月21日にスリランカに2-3で敗れ、続く3月23日にはチャイニーズタイペイに0-3で敗れた。FFTLは2005年9月12日にFIFA加盟が認められ、現在はアジアサッカー連盟（AFC）にも加盟している。国内リーグとしては、2015年に創設されたLFAプリメーラ・ディビジョンが存在している。
同国代表が参加する公式戦は徐々に増加しており、アジアカップは前述の2004年大会では予選に参加したが、2007年大会予選は棄権し、AFC内のFIFAランキング下位のチームが参加するAFCチャレンジカップにも参加していない。一方、東南アジアサッカー選手権には2004年から参加し、2008年にはスリランカに2-2で引き分けて同チーム史上初の国際Aマッチでの勝ち点を獲得、2012年にカンボジアに勝利して同じく初勝利を記録した。また、FIFAワールドカップの予選には2010年大会予選から参加。2010年大会予選・2014年大会予選は1次予選でそれぞれ香港・ネパールに敗れ敗退したものの、2018年大会予選ではモンゴルを破って初めて1次予選を突破した（2次予選は0勝2分6敗で敗退）。2023年時点のFIFAランキングでは192位で、いわゆる「最弱国」の一つとみなされている。
オリンピック
スポーツ全体を統轄する組織としては、2003年に国内オリンピック委員会（NOC）である東ティモールオリンピック委員会が結成され、国際オリンピック委員会（IOC）やアジアオリンピック評議会（OCA）に参加した。国が独立準備中だった2000年シドニー大会ではNOC設立前だった東ティモールの選手に対して個人参加の特例が認められ、次の夏季オリンピックとなった2004年アテネ大会では、東ティモール選手団としての初参加が実現した。ただし、今までに五輪で同国の選手団がメダルを獲得したことはない。また、2003年からは東南アジア競技大会に参加し、2005年には武術で3つの銅メダルを獲得した。